# Правые Чёмы
Пра́вые Чёмы (Шлюз) — микрорайон в Советском районе Новосибирска, находящийся в двух километрах от Академгородка, на правом берегу Обского моря.

## История

### 1950–1958[1][2]
До появления плотины новосибирской ГЭС, на левом берегу Оби, в районе современного микрорайона Правые Чёмы, располагались две деревни — Верхние и Нижние Чёмы. Их название происходило от названия ближайшей реки Чёмки, этимологию которого связывают с индоевропейским корнем «кем», который переодится как «река». Обе деревни и сама река Чёмка оказались в зоне затопления Новосибирского водохранилища. С началом строительства ГЭС в 1950 году, на левом и правом берегу Оби появились посёлки строителей — соответственно Левые и Правые Чёмы. Сюда же перевезли многие дома из готовившихся к затоплению Верхних и Нижних Чём. 
Посёлок застраивался двухэтажными «сталинками» жёлтого цвета. Вскоре после появления, посёлок получил неофициальное название по единственному предприятию, размещенному тогда рядом с ним, — Шлюзы или Шлюз.

### После 1958 года
В 1958 году в четырёх километрах к востоку от Правых Чём началось строительство Новосибирского Академгородка. 26 марта 1958 года Правые Чёмы стали частью нового Советского района Новосибирска. Большая часть земель в посёлке были переданы Сибирскому отделению Академии наук СССР, на которых впоследствии появились жилые дома и несколько институтов.
Во время строительства Советского района, около Правых Чём, в районе современного Бердского тупика находился лагерь заключённых на 2000 человек, которых привлекали к работам.
В 1959 году обсуждался запуск в районе троллейбусного движения, но проект не был реализован. 

## Инфраструктура
На территории района находятся три школы (коррекционная № 5, № 119 и № 121) и четыре детских сада. 
В южной части района располагается высший колледж информатики новосибирского государственного университета (ВКИ НГУ), конструкторско-технологический институт научного приборостроения СО РАН, конструкторско-технологический институт монокристаллов СО РАН, один из корпусов института нефтегазовой геологии и геофизики им. А. А. Трофимука СО РАН, экспериментальный производственный комплекс института ядерной физики СО РАН и конструкторское бюро «Катализатор».
На безымянном острове между каналом и Обью находится ряд промышленных предприятий, в том числе завод железобетонных конструкций (ЗЖБИ-1). Завод появился во время строительства дамбы ГЭС и действует до сих пор. 
В Правых Чёмах работают два единственных в городе разводных моста. Первый соединяет безымянный остров и правый берег Оби. По нему проходит железнодорожная ветка, обслуживающая завод железобетонных конструкций. Второй мост пешеходный, находится на лодочной базе в аванпорту шлюза. 

### Инфраструктура Новосибирской ГЭС
Со стороны Оби к району прилегает шлюзовой комплекс Новосибирской ГЭС и судоходный канал (также известен как протока Большая).
От Обского моря в сторону Балтийской улицы и Гладкого болота проходит дренажный канал, предназначенный для сброса лишней воды из водохранилища в Обь.

## Топонимия
Русская улица ранее называлась улицей Ленина, а улица Вахтангова — улицей Калинина. Хозяйственный магазин на Каспийской улице — единственное напоминание об улице Сталина, хотя старожилы говорят, что на самом деле улица Сталина проходила по современному направлению Русская, 3 — Добровольческая 2, 4, 6, 8.
Переименования были связаны с тем, что при присоединении посёлка к городу возникло дублирование некоторых названий: Ленина, Крылова и Большевистская улицы в Новосибирске уже были.

### Другие примеры переименований улиц микрорайона
- Балтийская — Чернышевского
- Белоусова — Крылова
- Вахтангова — Калинина
- Гидростроителей — Школьная
- Золоторожская — Фурманова
- Иноземная — Чапаева
- Русская — Ленина
- Тружеников — Большевистская

## Природа

### Флора и фауна
В дренажном канале возле Балтийской улицы периодически появляются плотины бобров, в результате чего жилые дома и одна из основных улиц микрорайона находятся под угрозой затопления. В местном пруду встречаются ондатры.
На территории микрорайона был замечен редкий для Новосибирска урагус с розовым оперением. В 2018 году здесь поселилась пара сапсанов, вырастившая на крыше 16-этажного здания птенца; через несколько лет птицы вернулись на Шлюз и вывели ещё четырёх птенцов. Все они были окольцованы орнитологами для дальнейшего наблюдения. В 2016 году в микрорайоне увеличилось число водоплавающих птиц.

### Природные объекты
- Гладкое болото — входит в список перспективных особо охраняемых природных территорий России[14]. Периодически в водоёме появляются бобры[15].